# Bayerle Gusztáv
Bayerle Gusztáv (angolul Gustav Bayerle) (1931 – San Jose, Kalifornia, USA, 2016. október 12.) magyar turkológus, paleográfus, filológus.

## Élete
Az Eötvös Loránd Tudományegyetemen finnugor filológián kezdte egyetemi tanulmányait. Aktívan részt vállalt az 1956-os szabadságharcban, aminek következtében emigrált. Az osztrák határon keresztül hagyta el az országot, majd decemberben érkezett New Yorkba. A Rochesteri Egyetemen folytatta tanulmányait, ahol 1960-ban végzett. Halasi-Kun Tiborral a Columbia Egyetemen doktorált. 1966-ban az Indianai Egyetemen helyezkedett el. Sinor Dénes visszavonulása után tanszékvezető lett.
Turkish Studies Association of North America tagja, két évig elnöke, 1979-1984 között a társaság évkönyvének szerkesztője.
2015-ben elhunyt felesége zongorista volt, akitől két fia született. Élete végén Alzheimer-kórban szenvedett.

## Művei
- 1972 Ottoman records in the Hungarian archives
- 1972/1997 Ottoman Diplomacy in Hungary – Letters From The Pashas Of Buda, 1590-1593
- 1973 Ottoman Tributes in Hungary – According to Sixteenth Century Tapu Registers of Novigrad.
- 1980 Alo Raun bibliography
- 1980 The Compromise at Zsitvatorok. Archivum Ottomanicum VI.
- 1991 The Hungarian letters of Ali Pasha of Buda 1604-1616. Budapest
- 1997 Pashas, Begs, And Effendis – A Historical Dictionary Of Titles And Terms In The Ottoman Empire. Istanbul
- 1998 A hatvani szandzsák adóösszeírása 1570-ből. Hatvan
- Hungarian narrative sources of Ottoman history